# Monte Castello di Vibio
Monte Castello di Vibio (Munticastello in dialetto castellese) è un comune italiano di 1 393 abitanti della provincia di Perugia in Umbria.

## Geografia fisica
Il territorio comunale è bagnato dal torrente Faena e dal fiume Tevere.
Monte Castello di Vibio fa parte della Comunità Montana Monte Peglia e Selva di Meana.

## Storia

### Simboli
Lo stemma è stato riconosciuto con decreto del capo del Governo del 29 settembre 1936.
Lo stemma utilizzato dal comune e presente sul gonfalone municipale è raffigurato con la torre di tre palchi di rosso, merlata alla ghibellina, su sfondo d'argento.
Il gonfalone è un drappo partito di rosso e di bianco.

## Monumenti e luoghi d'interesse
- Teatro della Concordia: è il più piccolo teatro all'italiana, uno dei più piccoli teatri storici del mondo ed il primo ad aver usato lo slogan il teatro più piccolo del mondo nel 1993 dopo 42 anni di chiusura. Questo teatro ha una forma con pianta a campana, tipica per lo stile italiano[7]. Il Teatro della Concordia è stato costruito nel 1808 per volontà di nove famiglie benestanti del paese. Le decorazioni al suo interno vennero realizzate dal pittore spezzino Luigi Agretti. Nel 1951 fu chiuso per inagibilità e fu riaperto nel 1993 dopo il restauro.
- Chiesa dei Santi Filippo e Giacomo: costruita nel XIX secolo

## Società

### Evoluzione demografica
Abitanti censiti

### Lingue e dialetti
Il dialetto Montecastellese è parlato da quasi tutti gli abitanti ed è riconducibile al sottogruppo dei dialetti tuderti, a loro volta facenti parte dei dialetti umbri.

## Geografia antropica

### Frazioni
| POS. | Località          | Abitanti | Superficie | Densità |
| ---- | ----------------- | -------- | ---------- | ------- |
| 1    | Madonna del Piano | 179      | 3,8        | 47,11   |
| 2    | Doglio            | 68       | 5,9        | 11,53   |
|      | Totale            | 247      | 9,7        | 25,46   |

### Il capoluogo
Il paese di Monte Castello di Vibio conta 1.260 residenti distribuiti in una superficie di 22,25 km². La densità è di 56,63 abitanti per km².

## Economia
L'economia è basata soprattutto sull'agricoltura con la coltivazione di: olivi, cereali e tabacco nelle zone di Madonna del Piano.
Inoltre ci sono delle piccole botteghe di artigiani nel paese.

## Amministrazione
Attualmente il sindaco è Daniela Brugnossi, supportata da una lista civica di centro-sinistra. Storicamente è tra le "roccaforti rosse" dell'Umbria, tuttora inespugnata.Dal 1986 i sindaci eletti sono i seguenti:
| Nº             | Primo cittadino | Primo cittadino | Primo cittadino    | Mandato        | Mandato        | Partito                                                         | Note                                       |                |
| Nº             | Primo cittadino | Primo cittadino | Primo cittadino    | Inizio         | Fine           | Partito                                                         | Note                                       |                |
| Sindaci eletti | Sindaci eletti  | Sindaci eletti  | Sindaci eletti     | Sindaci eletti | Sindaci eletti | Sindaci eletti                                                  | Sindaci eletti                             | Sindaci eletti |
| -------------- | --------------- | --------------- | ------------------ | -------------- | -------------- | --------------------------------------------------------------- | ------------------------------------------ | -------------- |
| 1              |                 |                 | Silvano Mariotti   | 14 maggio 1986 | 24 maggio 1990 | Partito Comunista Italiano                                      | Sindaco eletto con il 84,22% dei voti.     |                |
|                |                 |                 | Silvano Mariotti   | 25 maggio 1990 | 23 aprile 1995 | Partito Comunista Italiano - Partito Democratico della Sinistra | Sindaco confermato con il 87,58% dei voti. |                |
| 2              |                 |                 | Elio Primiera      | 24 aprile 1995 | 13 giugno 1999 | Partito Democratico della Sinistra - Democratici di Sinistra    | Sindaco eletto con il 75,40% dei voti.     |                |
|                |                 |                 | Elio Primiera      | 14 giugno 1999 | 13 giugno 2004 | Democratici di Sinistra                                         | Sindaco confermato con il 72,13% dei voti. |                |
| 3              |                 |                 | Roberto Cerquaglia | 14 giugno 2004 | 7 giugno 2009  | Democratici di Sinistra - Partito Democratico                   | Sindaco eletto con il 68,70% dei voti.     |                |
|                |                 |                 | Roberto Cerquaglia | 8 giugno 2009  | 25 maggio 2014 | Partito Democratico                                             | Sindaco eletto con il 59,37% dei voti.     |                |
| 4              |                 |                 | Daniela Brugnossi  | 26 maggio 2014 | 26 maggio 2019 | Nuova energia (centro-sinistra)                                 | Sindaco eletto con il 79,03% dei voti.     |                |
|                |                 |                 | Daniela Brugnossi  | 27 maggio 2019 | 9 giugno 2024  | Nuova energia (centro-sinistra)                                 | Sindaco confermato con il 63,27% dei voti. |                |
| 5              |                 |                 | Agnese Cerquaglia  | 10 giugno 2024 | "in carica"    | Nuova energia (centro-sinistra)                                 | Sindaco eletto con il 56,39% dei voti.     |                |

## Sport
L'unica attività sportiva nel comune di Montecastello di Vibio è svolta dall'A.S.D Montecastello di Vibio che milita nel Girone B del campionato di calcio di Promozione Umbra.